# زردین کهیر
زردین کهیر، روستایی در دهستان اسماعیل‌چات بخش مرکزی شهرستان زرآباد در استان سیستان و بلوچستان ایران است.

## جمعیت
بر پایه سرشماری عمومی نفوس و مسکن در سال ۱۳۹۵، جمعیت این روستا برابر با ۲۱۸ نفر (۵۱ خانوار) بوده‌است.